# Gochenée
Gochenée is een plaats en deelgemeente van de Belgische gemeente Doische. Gochenée ligt in de provincie Namen en was tot 1 januari 1977 een zelfstandige gemeente.

## Demografische ontwikkeling
- Bronnen:NIS, Opm:1831 tot en met 1970=volkstellingen

## Geboren in Gochenée
- Alphonse Balat (1818-1895), architect (van o.a. de Koninklijke Serres van Laken)

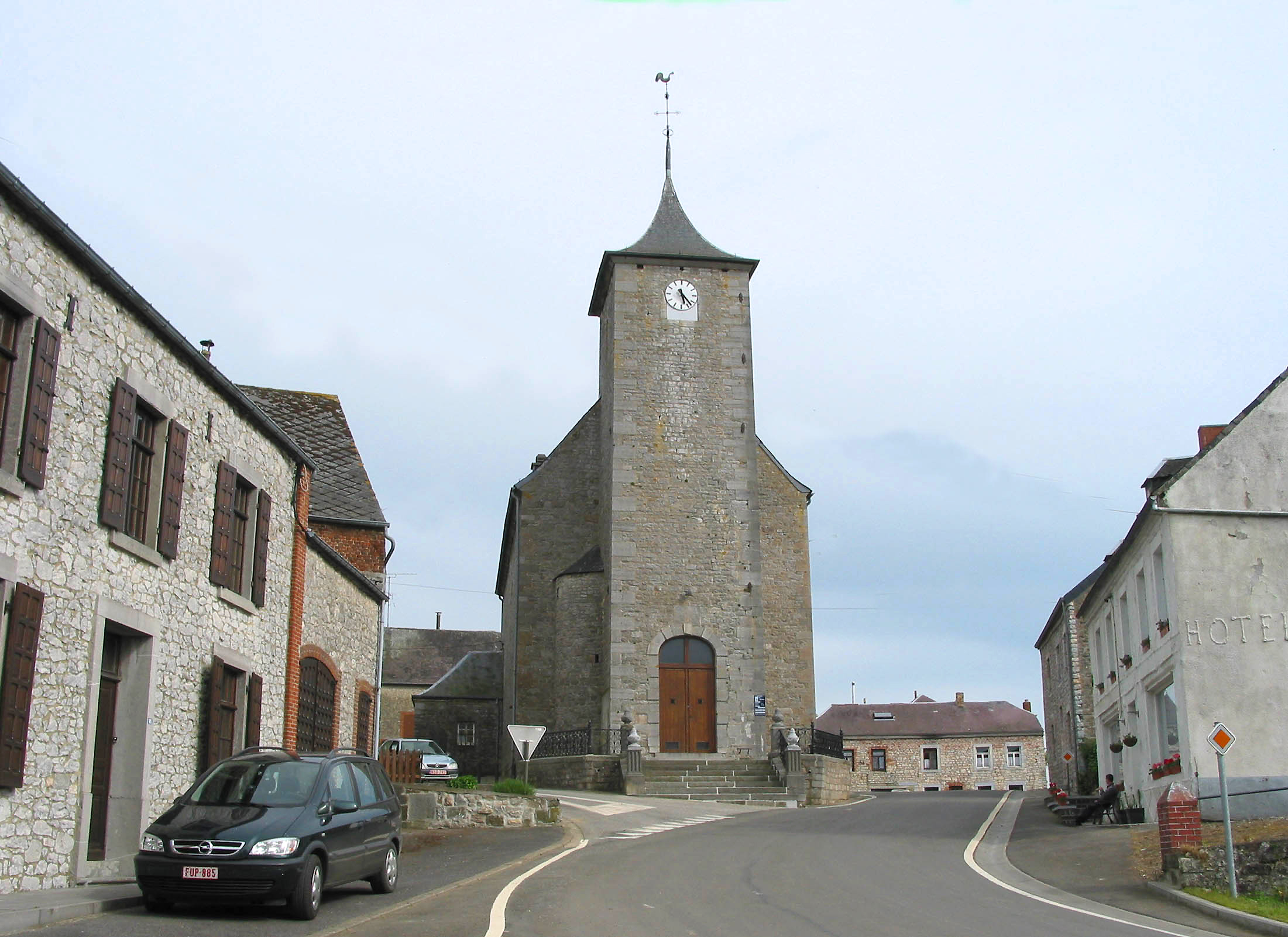
Kerk van Gochenée (1729).

Deelgemeenten: Gimnée · Gochenée · Matagne-la-Grande · Matagne-la-Petite · Niverlée · Romerée · Soulme · Vaucelles · Vodelée

Belgische gemeenten · arrondissement Philippeville · provincie Namen · Wallonië